# Історія ісламу в Південній Італії
Історія ісламу у Південній Італії почалася з захоплення арабами міста Мацарі на Сицилії в 827 році. Наступне правління Сицилії та Мальти почалося в X столітті. Сицилійський емірат проіснував з 831 до 1061 року і контролював весь острів до 965 року. Хоча Сицилія була основною мусульманською фортецею в Італії, на материковому півострові, особливо в материковій частині Південної Італії, були створені тимчасові опорні пункти, найбільш значним з яких було портове місто Барі (окуповане з 847 до 871 рр.), хоча арабські набіги, головним чином Мухаммеда I ібн аль-Аглаба, досягли аж на північ до Неаполя, Риму та північного регіону П'ємонт. Арабські набіги були частиною більшої боротьби за владу в Італії та Європі, коли християнські візантійські, франкські, нормандські та корінні італійські сили також змагалися за контроль. Араби іноді об'єднувалися з різними християнськими фракціями проти інших фракцій.
У 965 році Калбіди встановили незалежність свого емірату від Фатімідського халіфату. У 1061 році нормандці захопили свій пеший форпост на Сицилії — Мессіну, а до 1072 року було захоплено Палермо та його цитадель. У 1091 останньою впала гірська цитадель Ното і повне завоювання острова було завершено. Пізніше того ж року нормандці завоювали Мальту (хоча тичасово залишили місцеву арабську адміністрацію), і таким чином поставили крапку у завоюванні регіону. Нормандське завоювання закріпило домінування римо-католицизму в регіоні, де східне християнство було відчутним за часів візантійського правління і навіть залишалося значним протягом ісламського періоду. У 1245 році мусульмани були депортовані в поселення Лучера за наказом Фрідріха II, короля Сицилії. У 1300 році Джованні Піпіно да Барлетта, граф Альтамури, захопив Лучеру та вигнав її населення, поклавши кінець середньовічній мусульманській присутності в Італії.

## Сицилія

### Перші арабські напади на Сицилію (652—827)

Візантійські і лангобардські (жовтим) зони контролю в Італії в VIII ст. Рожевим позначена спірна територія навколо Равени

Перші напади арабських кораблів на Сицилію, яка тоді знаходилась під контролем Візантійської імперії, відбулися в 652 році за часів Праведного халіфату на чолі з третім халіфом Османом. Олімпій, візантійський екзарх Равенни, прибув на Сицилію, щоб дати відсіч загарбникам, але зазнав невдачі.
Друге арабське вторгнення на Сицилію відбулось в 669 році. Цього разу на острів напав потужний флот, що складався з 200 кораблів з єгипетської Александрії. Вони розграбували Сиракузи і повернулися до Єгипту після місяця пограбувань. Після арабського завоювання Північної Африки (завершеного близько 700 року) грабіжницькі напади арабського флоту повторилися в 703 році, за часів правління намісника Іфрікії Муси ібн Нусайра (703—715) та у 728, 729, 730 і 731 роках (під час правління Убайди ібн Абд аль-Рахмана ас-Суламі як намісника Іфрікія 727—732), 733 та 734 (під час правління Укби ібн Кудами як намісника Іфрікії 732—734).
Перша справжня завойовницька експедиція була розпочата в 740 році. У тому ж році Хабіб ібн Абі Обейда аль-Фіхрі, який брав участь у нападі 728 року, успішно захопив Сиракузи. Незважаючи на готовність завоювати весь острів, експедиція була змушена повернутися в Іфрікії через повстання берберів. Друга атака в 752 році мала на меті лише знову пограбувати Сиракузи.
У 805 році імперський патрицій Сицилії Костянтин підписав десятирічне перемир'я з еміром Іфрікії Ібрагімом I, але це не завадило арабським флотам з інших областей Африки та Іспанії з 806 по 821 рік нападати на Сардинію та Корсику. У 812 році син Ібрагіма, Абдаллах I, послав військо вторгнення, щоб завоювати Сицилію. Його кораблі спочатку постраждали від втручання флотів Гаети та Амальфі, а потім були знищені у великій кількості бурею. Однак їм вдалося завоювати острів Лампедуза і спустошити острови Понца і Іскія в Тірренському морі. Подальша угода між новим патрицієм Грегорієм і еміром встановила свободу торгівлі між Південною Італією та Іфрікією. Після нападу в 819 році Мохаммеда ібн-Адбалада, двоюрідного брата аміра Зіядет-Аллаха I з Іфрікії, жодні наступні арабські напади на Сицилію не згадуються в джерелах до 827 року.

## Завоювання Сицилії (827—902)

### Євфимій і Асад
Арабське завоювання Сицилії та частини Південної Італії тривало 75 років. Згідно з деякими джерелами, завоювання було підштовхнуто Євфемієм, візантійським полководцем, який боявся покарання імператора Михаїла II Травла за сексуальну необережність. Після недовгого завоювання Сіракуз він був проголошений імператором, але був змушений лояльними силами втекти до двору Зіядет-Аллаха I в Африці. Останній погодився завоювати Сицилію, пообіцявши залишити її Євфемію в обмін на щорічну данину. Він доручив його підкорення 70-річному каді Асаду ібн аль-Фурату. Мусульманське військо налічувало 10 000 піхотинців, 700 кіннотників і 100 кораблів, посилених флотом Євфемія і, після висадки в Мадзара-дель-Валло, лицарями. Перша битва проти візантійських військ відбулася 15 липня 827 року біля Мазари, в результаті якої перемогли Аглабіди.
Згодом Асад завоював південний берег острова і взяв в облогу Сиракузи. Після року облоги та спроби повстання його війська змогли перемогти велику армію, надіслану з Палермо за підтримки венеційського флоту на чолі з дожем Джустініано Партічіпаціо. Однак мусульмани відступили до замку Мінео, коли чума вбила багато їхніх військ і самого Асада. Пізніше вони повернулися до наступу, але не змогли завоювати Кастроджованні (сучасна Енна, де помер Євфемій), відступивши назад до Мазари. У 830 році вони отримали сильне підкріплення з 30 000 африканських та іспанських військ. Іспанські мусульмани перемогли візантійського полководця Феодота в липні та серпні того ж року, але чума знову змусила їх повернутися до Мацари, а потім до Африки. Загони африканських берберів, послані для облоги Палермо, захопили його у вересні 831 року після річної облоги. Палермо, перейменований на Аль-Медіна, став мусульманською столицею Сицилії.

### Абу Фіхр Мухаммад ібн Абд-Аллах
У лютому 832 року Зіядат Аллах послав на острів свого двоюрідного брата Абу Фіхра Мухаммеда ібн Абд-Аллаха і призначив його валі Сицилії. Він розбив візантійців на початку 834 року, а наступного року його війська дійшли до Таорміни. Війна тривала кілька років із незначними перемогами Аглабідів, тоді як візантійці чинили опір у своїх опорних пунктах Кастроджованні та Чефалу. Нові війська прибули на острів від нового еміра Аль-Аглаба Абу Аффана та зайняли Платані, Кальтабеллотту, Корлеоне, Марінео та Герачі, надавши мусульманам повний контроль над західною Сицилією.
У 836 році мусульманські кораблі допомогли своєму союзнику Андрію II Неаполітанському, коли його взяли в облогу війська лангобардського Беневентського князівства, а за підтримки неаполітанців Мессіна також була завойована в 842 році Мухаммедом Абул Аббасом з Сицилії, який пізніше заснував Барійський емірат. У 845 році Модіка також впала, а візантійці зазнали нищівної поразки біля Бутери, втративши близько 10 000 чоловік. Лентіні був завойований у 846 році, а Рагуза — у 848 році.

### Аббас ібн Фадхл
У 851 році помер губернатор і генерал Аль-Аглаб Абу Ібрагім. Його наступником став Аббас ібн Фадл. Він розпочав спустошувальну кампанію проти земель, які все ще перебували у візантійських руках, захопивши Бутеру, Гальяно, Чефалу та, що найважливіше, Кастроджованні взимку 859 р. Багато полонених з Кастроджованні були відправлені до халіфа Аль-Мутаваккіля на знак перемоги Аббаса ібн Фадла. У відповідь візантійський імператор у 859—860 рр. послав великі сили під проводом Костянтина Контоміта, але армія та флот, що перевозив їх, зазнали поразки від Аббаса. Візантійське підкріплення призвело до повстання багатьох міст, підкорених мусульманами, і Аббас присвятив 860—861 роки, щоб їх приборкати. Аббас помер у 861 році, його замінив його дядько Ахмед ібн Якуб, а з лютого 862 року — Абдалла, син Аббаса; останній, у свою чергу, був замінений Аглабідами з Хафагією ібн Софіаном, який захопив Ното, Шіклі та Троїну.

### Джафар ібн Мухаммед
Влітку 868 р. під Сиракузами візантійці зазнали першої поразки. Військові дії відновилися на початку літа 877 року новим султаном Джафаром ібн Мухаммадом аль-Таміні, який обложив Сіракузи і 21 травня 878 року місто впало. Тепер візантійці зберігали контроль над короткою ділянкою узбережжя навколо Таорміни, а мусульманський флот атакував Грецію та Мальту. Останній флот, однак, був знищений у морській битві 880 року. Якийсь час здавалося, що візантійці зможуть повернути Сицилію, але нові перемоги мусульман на землі відновили їх контроль. Повстання в Палермо проти правителя Сеуади ібн Мухаммеда було придушене в 887 році.
Смерть сильного імператора Василя I у 886 році також спонукала мусульман напасти на Калабрію, де імператорська армія зазнала поразки влітку 888 року. Однак за першим внутрішнім повстанням послідувало ще одне в 890 році, здебільшого викликане ворожнечею між арабами та берберами. У 892 році Ібрагім II ібн Ахмад відправив еміра з Іфрікії до Палермо, але через кілька місяців його знову скинули. Принц не змирився і в 900 році послав на Сицилію ще одну потужну армію під керівництвом свого сина Абу л-Аббаса Абдаллаха. Сицилійці зазнали поразки в Трапані (22 серпня) і біля Палермо (8 вересня), останнє місто чинило опір ще десять днів. Абу л-Аббас виступив проти решти візантійських твердинь і також зміг захопити Реджо-Калабрія на материку 10 червня 901 року.
Оскільки Ібрагім був змушений зректися престолу в Тунісі, він вирішив особисто керувати операціями в Південній Італії. Таорміна, остання головна візантійська фортеця на Сицилії, упала 1 серпня 902 року. Мессіна та інші міста відкрили свої ворота, щоб уникнути подібної бійні. Армія Ібрагіма також рушила на південь Калабрії, облягаючи Козенцу. Ібрагім помер від дизентерії 24 жовтня. Його онук припинив військову кампанію і повернувся на Сицилію.

### Аглабідська Сицилія (827—909)
У цей момент (902 р.) Сицилія майже повністю перебувала під контролем Аглабідів, за винятком деяких незначних твердинь у суворих внутрішніх районах. Населення дещо збільшили мусульманські мігранти з Іберії, Північної Африки та Близького Сходу. Емір у Палермо призначав губернаторів головних міст (каді) і менш важливих (хакім), а також інших посадових осіб. У кожному місті була рада, яка називалася гема, що складалася з найвидатніших членів місцевого суспільства, якій було доручено піклуватися про громадські роботи та громадський порядок. Підкорене сицилійське населення жило як дхіммі або прийняло іслам.
Араби започаткували земельні реформи, які підвищили продуктивність і сприяли зростанню дрібних землеволодінь, що було лише порушенням панування земельних маєтків. Араби ще більше вдосконалили іригаційні системи. З приблизно 300 000 мешканців Палермо в 10 столітті був найбільш густонаселеним містом Італії. Опис міста дав Ібн Хавкал, багдадський купець, який відвідав Сицилію в 950 році. Огороджене передмістя під назвою Каср (цитадель) було (і залишається) центром Палермо, а велика П'ятнична мечеть стояла на місці пізнішого римського собору. У передмісті Аль-Халіса (Кальса) знаходився палац султана, лазні, мечеть, урядові установи та приватна в'язниця. Ібн Хавкал підрахував, що в 150 магазинах торгували 7000 окремих м'ясників.

### Фатимідська Сицилія (909—965)
У 909 році африканську династію Аглабідів змінив Халіфат Фатімідів, ісмаїлітська шиїтська династія. Через три роки губернатора Фатімідів було вигнано з Палермо, коли острів проголосив свою незалежність під еміром Ібн Курхубом. Його невдала облога Таорміни, яка була відбудована християнами, послабила його вплив. До 917 року фатімідський флот, притягнутий на благання незадоволеної сицилійської фракції, взяв в облогу Палермо. Після шестимісячної облоги Ібн Курхуб і його син були схоплені і страчені.
Протягом наступних 20 років островом керував емір Фатімідів. У 937 році бербери з Агрідженто знову повстали, але після двох гучних успіхів були рішуче розгромлені біля воріт Палермо. Тоді новий фатимідський халіф аль-Каїм бі-Амр Аллах послав армію, щоб двічі обложити Агрідженто, поки він не впав 20 листопада 940 року. Повстання було повністю придушене в 941 році, багато в'язнів були продані в рабство, а губернатор Халіл хвалився тим, що вбив 600 000 людей під час своїх походів.

### Незалежний Сицилійський емірат (965—1091)
Після придушення чергового повстання в 948 році фатімідський халіф Ісмаїл аль-Мансур призначив аль-Хасана ібн Алі аль-Кальбі еміром острова. Оскільки його посада незабаром стала спадковою, його емірат став де-факто незалежним від африканського уряду. У 950 році Хасан вів війну проти візантійців у Південній Італії, досягнувши Джераче та Кассано-алло-Іоніо. Другий Калабрійський похід у 952 р. завершився поразкою візантійської армії; Джераче знову було взято в облогу, але врешті-решт імператор Костянтин VII був змушений погодитися на те, щоб калабрійські міста платили данину Сицилії.
У 956 році візантійці знову завоювали Реджо і вторглися на Сицилію; у 960 році було підписано перемир'я. Через два роки повстання в Таорміні було криваво придушено, але опір християн під час облоги Рометти змусив нового імператора Никифора II Фоку послати армію з 40 000 вірмен, фракійців і слов'ян під командуванням свого племінника Мануїла, який захопив Мессіну в жовтні 964 року. Візантійські війська, однак, були швидко розгромлені в Рометті та в битві біля проток, і незабаром місто впало в руки мусульман, завершивши ісламське завоювання Сицилії. Мануель разом із 10 000 своїх людей загинув у бою.
Новий емір Абул-Касім Алі ібн аль-Хасан аль-Калбі (964—982) розпочав серію нападів на Калабрію в 970-х роках, тоді як флот під командуванням його брата атакував адріатичне узбережжя Апулії, захоплюючи деякі опорні пункти. Оскільки візантійці були зайняті проти Фатімідів у Сирії та частковим завоюванням Болгарської імперії, німецький імператор Оттон II вирішив втрутитися. Союзна німецько-лангобардська армія зазнала поразки в 982 році в битві при Стіло. Однак, оскільки сам аль-Касім був убитий, його син Джабір аль-Кальбі завбачливо відступив на Сицилію, не скориставшись перемогою. У 1005 році християнський флот, що прибув з Пізи, розграбував арабську Реджо-Калабрію та винищив усіх сарацинів до великої радості місцевого населення. У 1006 році новий сарацинський флот був розгромлений пізанцями біля Реджо-Калабрії.
Емірат досяг свого культурного розквіту за емірів Джафара (983—985) і Юсуфа аль-Кальбі (990—998), обох покровителів мистецтва. Син останнього Джафар був натомість жорстоким і жорстоким лордом, який вигнав берберів з острова після невдалого повстання проти нього. У 1019 році ще одне повстання в Палермо було успішним, і Джафара було вислано до Африки, а його місце зайняв його брат аль-Ахал (1019—1037).
За підтримки Фатімідів аль-Ахал розгромив дві візантійські експедиції в 1026 і 1031 роках. Його спроба підняти великий податок для оплати своїх найманців спричинила громадянську війну. Аль-Ахал звернувся за підтримкою до візантійців, тоді як його брат Абу-Хафс, лідер повстанців, отримав війська від Зірідського еміра Іфрікії, аль-Муїза ібн Бадіса, якими командував його син Абдаллах.
Місцеве населення, підкорене мусульманами, були грецькомовними візантійськими християнами, але була також значна кількість євреїв. Цим підкореним людям було надано обмежену свободу віросповідання під мусульманами як дхіммі, захищені народи, але вони підлягали деяким юридичним обмеженням. Дхіммі також повинні були сплачувати джизью, або подушний податок, і харадж, або податок на землю, але вони були звільнені від податку, який мали сплачувати мусульмани (Закят). За правління арабів існували різні категорії платників джизьї, але їх спільним знаменником була оплата джизьї як знак підпорядкування мусульманському правлінню в обмін на захист від зовнішньої та внутрішньої агресії. Підкорене населення могло уникнути цього підлеглого статусу, просто прийнявши іслам. Через чесні релігійні переконання чи суспільний примус велика кількість корінних сицилійців прийняла іслам. Однак навіть після 100 років ісламського правління численні грецькомовні християнські громади процвітали, особливо на північному сході Сицилії, як діммі. Це було значною мірою результатом системи джизья, яка дозволяла підлегле співіснування. Це співіснування з підкореним населенням розпалося після відвоювання Сицилії, особливо після смерті короля Сицилії Вільгельма II у 1189 році.

### Занепад (1037—1061) і нормандське завоювання Сицилії (1061—1091)
У 1038 році візантійська армія під проводом Георгія Маніака перетнула Мессінську протоку. Серед іншого, вона включала допоміжний корпус нормандців, який врятував ситуацію в першому зіткненні з мусульманами з Мессіни. Після чергової вирішальної перемоги влітку 1040 року Маніак припинив свій похід, щоб взяти в облогу Сіракузи. Незважаючи на завоювання останнього, Маніяк був усунутий зі своєї позиції, і наступний мусульманський контрнаступ повернув усі міста, захоплені візантійцями.
Нормандець Роберт Гвіскар, син Танкреда Отвільського, вторгся на Сицилію в 1060 році. Острів був розділений між трьома арабськими емірами, і сицилійське населення повстало проти правлячих мусульман. Через рік Мессіна впала, а в 1072 році нормандці захопили Палермо. Втрата міст, кожне з яких мало чудову гавань, завдала сильного удару мусульманській владі на острові. Зрештою була захоплена вся Сицилія. У 1091 році Ното на південному краю Сицилії та острів Мальта, останні арабські фортеці, впали під владу християн. До XI століття мусульманська влада в Середземномор'ї почала слабшати.

### Швабське правління (1194—1250)
Після нормандського завоювання багато мусульман вирішили залишити Сицилію та піти у вигнання, як такі відомі поети, як Абу Аль-Хасан Аль-Балубі та Ібн Хамдіс, які також писали вірші про своє вигнання. Тим не менш, деякі мусульмани залишилися на острові, але вони жили на внутрішній території західної Сицилії, в районі від Палермо до Агрідженто. Існування мусульман було постійною проблемою під час правління Гогенштауфенів на Сицилії за Генріха VI та його сина Фрідріха II. Багато репресивних заходів було введено Фрідріхом, щоб догодити папам, які боялися мусульман, які були настільки близькі до папської держави. Це призвело до повстання сицилійських мусульман, яке, у свою чергу, спричинило організований опір і систематичні репресії, які ознаменували останню главу ісламу на Сицилії. Під час правління Фрідріха маври були поступово знищені до масової депортації останніх мусульман Сицилії. Історики підрахували, що кількість вигнаних мусульман із Сицилії склала близько 60 000 осіб, тобто майже все мусульманське населення острова. Більшість виїхали до Північної Африки, тоді як інших спочатку депортували до ряду міст материкової Італії: Лучера, Джирифалько, Ачеренца, Сторнара, Казаль-Монте-Сарацено та Кастель-Сарачено. З 1224 по 1239 рік деякі з цих мусульман намагалися повернутися на Сицилію, але в 1239 році Фрідріх вирішив депортувати їх усіх лише в Лучеру, а інші міста були покинуті. Знищення ісламу на Сицилії було завершено наприкінці 1240-х років, коли відбулися остаточні депортації до Лучери.

### Депортація останніх мусульман з Лучери (1300)
Деякі з вигнаних мусульман були депортовані до Лучери (Lugêrah, як це було відомо арабською мовою). Зрештою їхня кількість досягла від 15 000 до 20 000, що призвело до того, що Лучеру стали називати Lucaera Saracenorum. Колонія процвітала протягом 75 років, поки її не розграбували в 1300 році християнські війська під командуванням анжуйця Карла II Неаполітанського. Мусульманські жителі міста були вигнані або продані в рабство, багато хто знайшов притулок в Албанії через Адріатичне море. Після вигнання мусульман у Лучері Карл II замінив сарацинів Лучери християнами, головним чином бургундськими та провансальськими солдатами та фермерами, після початкового поселення 140 провансальських сімей у 1273 році. Залишки нащадків цих провансальських колоністів, які все ще говорять на франко-провансальському діалекті, збереглися до наших днів у селах Фаето та Челле-ді-Сан-Віто.

### Під час арагонського панування (1412—1516)
Під час панування на Сицилії Арагонської корони на острів прибула іспанська інквізиція. Першим мусульманином, страченим у цей період, був «ренегат» європеєць, який був спалений у 1506 році. Однак цей «ренегат» був єдиною людиною, страченою інквізицією на Сицилії під час правління Фернандо II, яка там «функціонувала досить ретельно».

### Під час іспанського панування (1516—1713)
У перші роки іспанського панування багато мусульман або колишніх мусульман утримувалися як раби на Сицилії і становили значну частину населення Сицилії. Такого населення більше не було на Сицилії на початку XVII століття, коли, щоб уникнути іспанської інквізиції морисків (мусульман, які прийняли християнство) на Піренейському півострові, кілька морісков мігрували на Сицилію. У цей час було кілька спроб позбавити Сицилію від колишнього мусульманського населення. Однак, на відміну від єврейських неофітів, сумнівно, що наказ виконувався на практиці. Основною причиною того, що деякі колишні мусульмани змогли залишитися на Сицилії, було те, що вони були відкрито підтримані герцогом Осуни, тепер офіційно призначеним віце-королем у Палермо, виступаючи перед іспанським монархом у Мадриді, щоб той дозволив моріскам залишитися на Сицилії, звільнивши їх від поневолення або вигнання до Берберії, якщо вони хочуть «бути християнами і жити відповідно». Багато разів герцог Осуна відкрито наголошував на героїзмі маврів, які звільнили вісьмох християнських в'язнів у Бізерті, Туніс. Вони були представлені в такому позитивному світлі, що Осуна без вагань взяв їх до себе на службу.
За часів Філіпа II інквізиція стратила п'ятьох мусульман, а ще двох — символічно, шляхом спалення опудал. Чотирьох із цих мусульман, «ренегатських» європейських новонавернених, стратили на аутодофе на спеціальній пасхальній церемонії 1572 року, що відбулася на набережній Мессіни (після Лепанто) у присутності Хуана Австрійського та папського легата. Це були Хамет Рейс (Джуліо) з Калабрії, Джефер (П'єтро) з Корсики, Курто (Маттео) з Венеції та Перабана (Франсиско Перес) з Гранади. Перабана, лікар, мав змішане єврейське та мавританське походження. Він прийняв іслам після того, як у 1560 році вирушив з іспанським флотом до Лос-Хельвес, ймовірно, був захоплений у полон після їхньої поразки. Він прийняв своє нинішнє ім'я, служачи в османському флоті. Вони були захоплені в Лепанто, і перебуваючи у в'язниці, він відкрито сповідував свої ісламські погляди та називав католицькі таїнства «нісенітницею». Його твердість спонукала трьох інших зробити те саме. Між 1617 і 1640 роками (за часів Філіпа III та Філіпа IV) на Палермських аутодафе було спалено дев'ятьох єретиків, включаючи двох африканських рабів, які «вперто повернулися до ісламу».

## Італійський півострів
Ще до завершення завоювання Сицилії, Аглабіди розпочали походи на материкову частину Італії. Їхні вторгнення в Калабрію та Апулію, а також напади на інші острови центрального Середземномор'я, ймовірно, були здійснені як продовження завоювання Сицилії, з метою допомогти останній, атакуючи інші візантійські позиції в регіоні:476:208. Перші великі експедиції на півострів відбулися між 835 і 843 роками:208. Амантею було захоплено у 839 або 846 році та окуповано до 886 року, коли візантійці повернули її собі:208:249. Таранто було захоплено у 840 році та знаходилось під владою мусульман до 880 року:208. Барі був захоплений мусульманами або у 840, або у 847 році. Рим був захоплений мусульманськими військами у 846 році, хоча немає жодної певності, що загарбники походили з території Аглабідів:26:122. Ще один напад на Рим відбувся у 849 році, що призвело до великої морської битви поблизу Остії, під час якої було знищено флот мусульманських кораблів, що ознаменувало зупинку просування мусульман на півострові:35.
Багато мусульманських військ, які діяли на півострові або окупували деякі з його міст, схоже, мали лише слабку відданість династії Аглабідів:49. Деякі мусульманські найманці навіть у різний час вступали на службу до Неаполя або місцевих ломбардських правителів. Наприклад, перші мусульманські окупанти Барі, ймовірно, служили найманцями Радельхіса I з Беневентського герцогства. Барійський емірат, який існував з 847 по 871 рік:209 мали своїх правителів, чиї стосунки з Аглабідами до кінця невідомі.

### Барійський емірат (847—871)

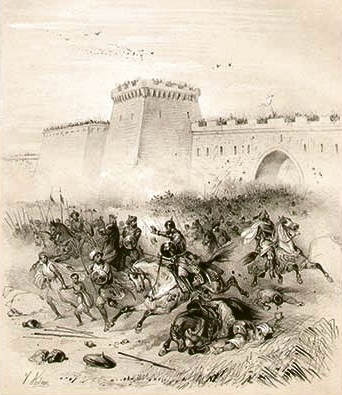
Захоплення Барі під проводом імператора Людовика II у 871 році

Адріатичне портове місто Барі, що знаходиться в регіоні Апулія у Південній Італії, було захоплене мусульманською армією в 847 році, а потім залишалося під контролем мусульман протягом наступних 25 років. Воно стало столицею невеликої незалежної ісламської держави з власним еміром та мечеттю. Першим правителем Барі був Хальфун, який, ймовірно, походив із Сицилії. Після його смерті в 852 році йому наслідував Муфаррак ібн Саллам, який зміцнив мусульманське завоювання та розширив його кордони. Він також попросив офіційного визнання від багдадського халіфа Аль-Мутаваккіля намісника в Єгипті як валі (тобто префекта, який керував провінцією імперії Аббасидів). Третім і останнім еміром Барі був Савдан, який прийшов до влади близько 857 року після вбивства Муфаррака. Він вторгся на землі лангобардського Беневентського герцогства, змусивши герцога Адельчіза сплатити данину. У 864 році він отримав офіційне посвяту, про яку просив Муфаррак. Місто було прикрашене мечеттю, палацами та громадськими спорудами.
У 866 році імператор Людовик II організував відповідь. Після п'ятирічної кампанії він пробився вглиб Апулії та Калабрії, але минаючи великі населені пункти, такі як Барі чи Таранто. Кілька міст були звільнені від мусульманського контролю, а різні мусульманські банди, з якими зустрівся, були повсюдно розгромлені. Натхнений цими успіхами, Людовик атакував Барі сухопутними силами франків та лангобардів за допомогою хорватського флоту. У лютому 871 року цитадель упала, а Савдана було захоплено в полон і відвезено до Беневенто в кайданах. У 1002 році остання спроба сарацинів завоювати місто була зупинена, коли венеціанський флот розбив мусульман, які облягали Барі.

### Тарантський емірат (840—880)
Тарантський емірат — назва приблизного мусульманського поселення, побудованого починаючи з 840 року воїнами з нещодавно завойованої Сицилії (827), які перебували під командуванням певного Саби, чия ідентифікація не є точною, але згадується у венеційських хроніках Івана Диякона. Те, що спочатку було укріпленим табором мусульманських воїнів із Сицилії, було об'єднане в 846 році, щоб чинити опір як поселення в руках сарацинів до 880 року. Венеційнці, щоб захистити свою роль торгового порту Візантії (рух транспорту якого був під загрозою через руйнівний набіг сарацинів на Бріндізі в 838 році), вже втрутилися навесні 841 року, ймовірно, від імені візантійців, виступивши проти Таранто з флотом із шістдесяти кораблів, але зазнали поразки в Іонічному морі та переслідувалися аж до Істрії, де мусульмани розграбували острів Црес, також підпалили Анкону та спробували вторгнення з гирла річки По. В каналі Отранто вони знищили інші венеційські кораблі, що йшли з Сицилії. Наступного року сарацини з Таранто знову просунулися аж до Кварнерської затоки, розгромивши венеційський флот, який прибув туди, щоб протистояти їм. Ці перемоги зміцнили бази Таранто, принаймні на цей час це не була незалежна держава, не кажучи вже про «Емірат», але плацдарм для початку набігів на Адріатиці та в навколишні міста, спочатку на службі у повстанського Сіконульфа, князя Салерно. Таким чином, до Таранто прибули не лише сарацини з Сицилії, а й африканські бербери та андалузькі корсари, вигнані на Крит, приваблені перспективою легкої здобичі.
Останній ймовірний емір Таранто, певний Усман, нібито вів переговори у 875 або 876 році з Адельчізом, герцогом Беневенто, про звільнення Саудана, жахливого еміра Барі, який був ув'язнений на 4-5 років у Беневенто, а потім знову мав знайти притулок у Таранто, можливо, вже будучи його командувачем до Усмана.
Кінець ісламської присутності в апулійському місті відбувся у 880 році завдяки візантійським військам та полководцю Леву Апостиппу. Під енергійним керівництвом Василія I Македонського між 876 і 880 роками було створено величезний флот під командуванням сирійського Насара та дві армії під проводом Прокопія та Лева. Першим результатом цього стала окупація Таранто у 880 році та поневолення його арабо-берберського населення, тоді як місто було окуповано грецьким гарнізоном.

### Лаціо та Кампанія
Протягом IX століття арабські кораблі домінували в Тірренському морі і загрожували узбережним містам Лаціо і Кампанії. Мусульманські пірати нишпорили вздовж італійського узбережжя, здійснюючи напади на міста Амальфі, Гаета, Неаполь та Салерно. У цей період, коли міста взяли під контроль власну оборону, Гаетанське та Амальфійське герцогства здобули незалежність від Неаполя. Однак християнські держави Кампанії ще не були готові об'єднатися проти нової сарацинської загрози. Амальфі та Гаета регулярно об'єднувалися з сарацинами, і Неаполь був не кращим, що дуже засмутило папство. Фактично, саме Неаполь вперше привів сарацинські війська на материкову частину Південної Італії, коли у 836 році герцог Андрій II найняв їх як найманців під час війни з Сікардом, князем лангобардського Беневентського князівства. Сікард негайно відповів власними сарацинськими найманцями, і їх використання незабаром стало нормою.
У 846 році Неаполітанське герцогство в союзі з морськими державами Гаетою, Амальфі та Сорренто розгромило сарацинський флот в Битві біля Лікози. Перед битвою союзники вже відбили Понцу, яка перейшла у володіння сарацинів раніше того ж року. У відповідь, великі сили сарацинів висадилися в Портусі та Остії в 846 році, знищивши місцевий християнський гарнізон. Араби завдали удару, йдучи вздовж Тибру та стародавніми шляхами Остієнсе та Портуенсе, оскільки римське ополчення поспішно відступило під захист римських стін. Водночас інші арабські війська висадилися в Центумцеллах, прямуючи до Риму. Жодних сучасних згадок немає натяків на будь-які спроби сарацинів проникнути в місто, але можливо, що римляни захищали стіни Аврелія, тоді як за межами міста, навколо Базиліки Святого Петра, члени ватиканських схол (сакси, ломбарди, фризи та франки) намагалися чинити опір, але були розбиті. Тим часом армія, що йшла зі Сполето на чолі з лангобардським герцогом Гі I атакувала арабів перед міськими стінами, маючи здобич та полонених, переслідуючи частину з них до Кентумцелл, тоді як інша група намагалася дістатися до Мізено суходолом/ Сарацини змогли сісти на кораблі, але шторм знищив багато кораблів, принісши на берег багато трупів, прикрашених коштовностями, які вдалося знайти. Після цього лангобардська армія вирушила на південь, досягши арабів у Гаеті, де відбулася ще одна битва. Того разу лише прибуття Цезаря Неаполітанського, сина Сергія, військового магістра Неаполя, вирішило битву на користь християн.
Три роки по тому та сама коаліція морських держав, очолювана Неаполітанським Цезарем та підтримувана Папською державою, розгромила інший арабський флот поблизу нещодавно укріпленої Остії. Сарацинів, що вижили, взяли в полон, поневолили та відправили на роботу ланцюговими загонами на будівництво Левівської стіни, яка мала оточувати Ватиканський пагорб. Риму більше ніколи не загрожувала арабська армія. Після християнського завоювання Барі війська Аглабідів висадилися в Калабрії та взяли в облогу Салерно, але імператор Людовик II змусив зняти облогу.
У 877 році папа Іван VIII, який заохочував енергійну політику проти мусульманських піратів та грабіжників, очолив союз Капуї, Салерно та Гаети та розбив мусульманський флот поблизу гори Чірчео, захопивши 18 ворожих суден та звільнивши 600 християнських рабів. У 880 або 881 році Іван скасував своє рішення про дарування Траетто Доцибілу I Гаетанському та передав його натомість Панденульфу Капуанському. Як розповідає Патрісія Скіннер:
|  | [Панденульф] почав атакувати територію Гаети, і у відповідь на папу Доцибіліс надіслав групу арабів з Агрополі поблизу Салерно на територію навколо Фонді. Папа був «сповнений сорому» і повернув Доцибілісу Траетто. Їхня угода, схоже, спровокувала напад сарацинів на саму Гаету, в результаті якого багато гаетян було вбито або взято в полон. Зрештою, мир було відновлено, і сарацини створили постійне поселення в гирлі річки Гарільяно. |

У 898 році абатство Фарфа було розграбовано «сарацинами», які спалили його дотла. Абат Петро з Фарфи зумів організувати втечу громади та врятувати її бібліотеку та архіви. У 905 році монастир знову зазнав нападу та був зруйнований «сарацинами». Інші райони історичної присутності сарацинів у центральній та південній Італії включають Сарачинеско, Чічіліано та Ночера-Інферіоре.
Сарацинський табір у Мінтурно (у сучасному Лаціо) біля річки Гарільяно став постійною проблемою для папства, і багато експедицій намагалися позбутися його. У 915 році Папа Іван X організував великий союз південних держав, включаючи Гаету та Неаполь, ломбардських князів та візантійців; «хоча амальфітанці трималися осторонь». Подальша битва при Гарільяно була успішною, і всі сарацини були захоплені та страчені, що назавжди поклало край будь-якій присутності арабів у Лаціо чи Кампанії. У 999 році остання спроба сарацинів завоювати Салерно була зірвана союзом ломбардів на чолі з принцом Гваймаром III та групою нормандських паломників, які поверталися з Єрусалиму..

### Османська окупація Отранто
У 1480 році османський флот напав на Отранто, висадив війська поблизу міста та захопив Отранто разом з міським фортом. Християнське населення Отранто, що відмовилось прийняти іслам було вбито.
|  | Османські амбіції в Італії поклали край. Якби Отранто здалося туркам, історія Італії могла б скластися зовсім інакше. Але героїзм жителів Отранто був чимось більшим, ніж просто стратегічно рішучою позицією. Жертву Отранто такою визначною зробила готовність померти за віру, а не відкинути Христа . |

Папа Сикст IV закликав до хрестового походу, і Фердинанд I Неаполітанський зібрав величезні сили, серед яких були війська угорського короля Матяша Корвіна, незважаючи на часті сварки з Італією в той час. Неаполітанські війська зустрілися з турками в 1481 році, повністю знищивши їх та повернувши собі Отранто.
У 1537 році відомий турецький корсар і османський адмірал Хайр ад-Дін Барбаросса знову спробував завоювати Отранто та фортецю Кастро, але турків зрештою відбили від міста.
Османські вторгнення на південне та західне узбережжя Італії тривали й у XVII столітті. Поццуолі та Кастелламаре в Неаполітанській затоці були атаковані в 1548 році; Іскія в 1544 році; Реджо-Калабрія в 1594 році (собор зруйновано); а В'єсте, Васто та Манфредонія були здійснені набіги та розграбовані в 1554, 1560 та 1620 роках відповідно.

### Сардинія
Починаючи з 705 по 706 рік, сарацини з нещодавно завойованої Північної Африки переслідували сардинців з прибережних міст. Деталі про політичну ситуацію на острові в наступні століття обмежені. Через напади сарацинів у IX столітті Таррос був залишений на користь Орістана після понад 1800 років проживання; Караліс, Порто-Торрес та численні інші прибережні центри зазнали такої ж долі. У 805 році імператорський патрицій Сицилії Костянтин підписав десятирічне перемир'я з Ібрагімом ібн аль-Аглабом, еміром Іфрікії, але це не стало перешкодою для інших піратів з Північної Африки та мусульманської Іспанії неодноразово нападати на Сардинію між 806 і 821 роками.
У 1015 році та знову в 1016 році емір Муджагід аль-Амірі з Денії (латинізовано як Музето ) з Денійської тайфи, що на сході мусульманської Іспанії (аль-Андалус), напав на Сардинію та спробував встановити над нею політичний контроль. У Пізанському «Liber maiolichinus» XII століття, історії експедиції на Балеарські острови 1113–1115 років, зафіксовано, що Муджахіду вдалося взяти під військовий контроль прибережну рівнину Сардинії; місцевий сардинський правитель і суддя Кальярі, Салузій, фактично загинув у бою, і організований опір сардинців був придушений.  Однак, протягом тих самих років, деяким спільним експедиціям італійських морських республік Пізи та Генуї вдалося відбити напад загарбників і таким чином зберегти Сардинію як частину християнського світу: ці пізансько-генуезькі експедиції на Сардинію були схвалені та підтримані папством, що зробило їх попередниками хрестових походів, які розпочалися вісімдесят років потому. У 1022 році сарацини здійснили кілька нових спроб вторгнення, але спільний союз між Пізою, Генуєю та сардинськими юдикатами зміг ефективно перешкодити їм зробити це в 1052 році. Хоча арабські напади не змогли досягти завоювання острова, вони, тим не менш, спричинили значне послаблення фактичної незалежності Сардинії, що призвело до боротьби італійських держав за політичний вплив на незалежні держави острова, за винятком лише Арборейського юдикату.
У 1015 році та знову в 1016 році емір Муджахід аль-Амірі (латинізовано як Музето) з Денійської тайфи на сході мусульманської Іспанії (аль-Андалус), напав на Сардинію та спробував встановити над нею політичний контроль. У пізанському «Liber maiolichinus» XII століття, історії експедиції на Балеарські острови 1113–1115 років, зафіксовано, що Муджахіду вдалося взяти під військовий контроль прибережну рівнину Сардинії;  місцевий сардинський правитель і юдик (суддя) Кальярі, Салузій, фактично загинув у бою, і організований опір сардинців був придушений. Однак, протягом тих самих років, деяким спільним експедиціям італійських морських республік Пізи та Генуї вдалося відбити напад загарбників і таким чином зберегти Сардинію як частину християнського світу: ці пізансько-генуезькі експедиції на Сардинію були схвалені та підтримані папством, що зробило їх попередниками хрестових походів, які розпочалися вісімдесят років потому. У 1022 році сарацини здійснили кілька нових спроб вторгнення, але спільний союз між Пізою, Генуєю та сардинськими юдикатами зміг ефективно перешкодити їм зробити це в 1052 році. Хоча арабські напади не змогли досягти завоювання острова, вони, тим не менш, спричинили значне послаблення фактичної незалежності Сардинії, що призвело до боротьби італійських держав за політичний вплив на незалежні держави острова, за винятком лише Арбореї.

## Ісламський та арабський вплив і спадщина
Лише на Сицилії можна знайти певний ісламський та арабський вплив і спадщину, переважно у західній половині острова. В інших регіонах південної Італії цього немає, як-от у провінції Мессіна на північному сході Сицилії.
Дійсно, арабське мистецтво та наука продовжували впливати на міську Сицилію протягом двох століть після християнського відвоювання. Фрідріх II, імператор Священної Римської імперії та король Сицилії на початку XIII століття, як кажуть, міг розмовляти арабською (а також латинською, сицилійською, німецькою, французькою та грецькою мовами) та мав кількох мусульманських священиків.
Спадщину арабської мови досі можна знайти в численних термінах, адаптованих з неї та досі використовуються в сицилійському діалекті . Ще однією спадщиною мусульманського правління є збереження деяких сицилійських топонімів арабського походження, наприклад, «Calata-» або «Calta-» від арабського qalʿat ( قلعة ) «фортеця або цитадель». Дійсно, місто Кальтанісетта отримало свою назву від сарацинського імені قلعة النساء Кал'ат аль-Ніса' («Фортеця жінок»).

## Генетичні дослідження
Моннеро та ін. (2024) проаналізували поховання на місці Сегести, щоб дослідити взаємодію між мусульманською та християнською громадами в Середньовіччі на Сицилії. Біомолекулярні та ізотопні результати свідчать про те, що християни залишалися генетично відмінними від мусульманської громади в Сегесті, дотримуючись при цьому суттєво схожого раціону. Ґрунтуючись на цих результатах, автори припускають, що дві громади в Сегесті могли дотримуватися правил ендогамії.